# 3dvia
3DVIA är en programvara som ingår i Dassault Systèmes PLM programutbud tillsammans med  CATIA, ENOVIA, SIMULIA och DELMIA. 
Det går att återfinna flera applikationer under 3DVIA: 3DVIA Shape för 3D modellering, 3DVIA Studio är en plattform rendering i realtid, 3DVIA Scenes är virtuella online-mötesplatser.